# Suisse aux Jeux olympiques
La Suisse a participé pour la première fois aux Jeux olympiques en été 1896. Elle est l'un des quatre pays à avoir envoyé des athlètes à toutes les éditions des Jeux olympiques d'été et d'hiver. Elle a également participé à toutes les éditions des Jeux olympiques de la jeunesse. La Suisse avait pourtant boycotté les Jeux olympiques d'été de 1956, à Melbourne, mais l'équitation a alors lieu en Suède, où l'équipe de Suisse de dressage remporte la médaille de bronze.
La Suisse a également été deux fois l'hôte des Jeux : en 1928 et en 1948, les deux fois à Saint-Moritz, dans les Grisons.
À l'issue des Jeux de Paris, les athlètes suisses ont remporté 213 médailles aux Jeux olympiques d'été et 168 aux Jeux olympiques d'hiver.

## Comité national olympique
Le Comité olympique suisse (aujourd'hui appelé Swiss Olympic) a été fondé et reconnu par le CIO en 1912.

## Tableau des médailles

### Par année

Évolution du nombre de médailles récoltées par la Suisse aux Jeux olympiques d'été entre 1896 et 2012.

Évolution du nombre de médailles récoltées par la Suisse aux Jeux olympiques d'hiver entre 1924 et 2014.

| Année | Médaille d'or, Jeux olympiques | Médaille d'argent, Jeux olympiques | Médaille de bronze, Jeux olympiques | Ensemble | Classement |
| ----- | ------------------------------ | ---------------------------------- | ----------------------------------- | -------- | ---------- |
| 1896  | 1                              | 2                                  | 0                                   | 3        | 10e        |
| 1900  | 6                              | 2                                  | 1                                   | 9        | 5e         |
| 1904  | 1                              | 0                                  | 1                                   | 2        | 8e         |
| 1908  | 0                              | 0                                  | 0                                   | 0        | 20e        |
| 1912  | 0                              | 0                                  | 0                                   | 0        | 19e        |
| 1920  | 2                              | 2                                  | 7                                   | 11       | 13e        |
| 1924  | 7                              | 8                                  | 10                                  | 25       | 6e         |
| 1928  | 7                              | 4                                  | 4                                   | 15       | 6e         |
| 1932  | 0                              | 1                                  | 0                                   | 1        | 22e        |
| 1936  | 1                              | 9                                  | 5                                   | 15       | 16e        |
| 1948  | 5                              | 10                                 | 5                                   | 20       | 9e         |
| 1952  | 2                              | 6                                  | 6                                   | 14       | 11e        |
| 1956  | 0                              | 0                                  | 1                                   | 1        | 35e        |
| 1960  | 0                              | 3                                  | 3                                   | 6        | 24e        |
| 1964  | 1                              | 2                                  | 1                                   | 4        | 22e        |
| 1968  | 0                              | 1                                  | 4                                   | 5        | 33e        |
| 1972  | 0                              | 3                                  | 0                                   | 3        | 26e        |
| 1976  | 1                              | 1                                  | 2                                   | 4        | 20e        |
| 1980  | 2                              | 0                                  | 0                                   | 2        | 19e        |
| 1984  | 0                              | 4                                  | 4                                   | 8        | 26e        |
| 1988  | 0                              | 2                                  | 2                                   | 4        | 33e        |
| 1992  | 1                              | 0                                  | 0                                   | 1        | 37e        |
| 1996  | 4                              | 3                                  | 0                                   | 7        | 18e        |
| 2000  | 1                              | 6                                  | 2                                   | 9        | 36e        |
| 2004  | 1                              | 1                                  | 3                                   | 5        | 46e        |
| 2008  | 2                              | 1                                  | 4                                   | 7        | 33e        |
| 2012  | 2                              | 2                                  | 0                                   | 4        | 33e        |
| 2016  | 3                              | 2                                  | 2                                   | 7        | 24e        |
| 2020  | 3                              | 4                                  | 6                                   | 13       | 24e        |
| 2024  | 1                              | 2                                  | 5                                   | 8        | 48e        |
| 2028  |                                |                                    |                                     |          |            |
| 2032  |                                |                                    |                                     |          |            |
| Total | 54                             | 81                                 | 78                                  | 213      |            |

| Année | Médaille d'or, Jeux olympiques | Médaille d'argent, Jeux olympiques | Médaille de bronze, Jeux olympiques | Ensemble | Classement |
| ----- | ------------------------------ | ---------------------------------- | ----------------------------------- | -------- | ---------- |
| 1924  | 2                              | 0                                  | 1                                   | 3        | 4e         |
| 1928  | 0                              | 0                                  | 1                                   | 1        | 8e         |
| 1932  | 0                              | 1                                  | 0                                   | 1        | 8e         |
| 1936  | 1                              | 2                                  | 0                                   | 3        | 5e         |
| 1948  | 3                              | 4                                  | 3                                   | 10       | 3e         |
| 1952  | 0                              | 0                                  | 2                                   | 2        | 11e        |
| 1956  | 3                              | 2                                  | 1                                   | 6        | 4e         |
| 1960  | 2                              | 0                                  | 0                                   | 2        | 8e         |
| 1964  | 0                              | 0                                  | 0                                   | 0        | 15e        |
| 1968  | 0                              | 2                                  | 4                                   | 6        | 14e        |
| 1972  | 4                              | 3                                  | 3                                   | 10       | 3e         |
| 1976  | 1                              | 3                                  | 1                                   | 5        | 8e         |
| 1980  | 1                              | 1                                  | 3                                   | 5        | 10e        |
| 1984  | 2                              | 2                                  | 1                                   | 5        | 7e         |
| 1988  | 5                              | 5                                  | 5                                   | 15       | 3e         |
| 1992  | 1                              | 0                                  | 2                                   | 3        | 14e        |
| 1994  | 3                              | 4                                  | 2                                   | 9        | 8e         |
| 1998  | 2                              | 2                                  | 3                                   | 7        | 12e        |
| 2002  | 3                              | 2                                  | 6                                   | 11       | 11e        |
| 2006  | 5                              | 4                                  | 5                                   | 14       | 8e         |
| 2010  | 6                              | 0                                  | 3                                   | 9        | 6e         |
| 2014  | 7                              | 2                                  | 2                                   | 11       | 7e         |
| 2018  | 5                              | 6                                  | 4                                   | 15       | 8e         |
| 2022  | 7                              | 2                                  | 6                                   | 15       | 8e         |
| 2026  |                                |                                    |                                     |          |            |
| 2030  |                                |                                    |                                     |          |            |
| 2034  |                                |                                    |                                     |          |            |
| Total | 63                             | 47                                 | 58                                  | 168      |            |

### Par sport
| Rang  | Sport               | Médaille d'or, Jeux olympiques | Médaille d'argent, Jeux olympiques | Médaille de bronze, Jeux olympiques | Ensemble |
| ----- | ------------------- | ------------------------------ | ---------------------------------- | ----------------------------------- | -------- |
| 1     | Gymnastique         | 16                             | 19                                 | 14                                  | 49       |
| 2     | Tir                 | 8                              | 6                                  | 11                                  | 25       |
| 3     | Aviron              | 7                              | 8                                  | 10                                  | 25       |
| 4     | Cyclisme            | 6                              | 11                                 | 8                                   | 25       |
| 5     | Équitation          | 5                              | 11                                 | 8                                   | 24       |
| 6     | Lutte               | 4                              | 4                                  | 6                                   | 14       |
| 7     | Tennis              | 3                              | 3                                  | 0                                   | 6        |
| 8     | Triathlon           | 2                              | 2                                  | 2                                   | 6        |
| 9     | Escrime             | 1                              | 4                                  | 3                                   | 8        |
| 10    | Voile               | 1                              | 2                                  | 1                                   | 4        |
| 11    | Judo                | 1                              | 1                                  | 2                                   | 4        |
| 12    | Athlétisme          | 0                              | 6                                  | 2                                   | 8        |
| 13    | Haltérophilie       | 0                              | 2                                  | 2                                   | 4        |
| 14    | Football            | 0                              | 1                                  | 0                                   | 1        |
|       | Canoë-kayak         | 0                              | 1                                  | 0                                   | 1        |
| 16    | Natation            | 0                              | 0                                  | 4                                   | 4        |
| 17    | Beach-volley        | 0                              | 0                                  | 2                                   | 2        |
| 18    | Handball            | 0                              | 0                                  | 1                                   | 1        |
| 19    | Badminton           | 0                              | 0                                  | 0                                   | 0        |
|       | Baseball            | 0                              | 0                                  | 0                                   | 0        |
|       | Basket-ball         | 0                              | 0                                  | 0                                   | 0        |
|       | Boxe                | 0                              | 0                                  | 0                                   | 0        |
|       | Breaking            | 0                              | 0                                  | 0                                   | 0        |
|       | Cricket             | 0                              | 0                                  | 0                                   | 0        |
|       | Croquet             | 0                              | 0                                  | 0                                   | 0        |
|       | (La)crosse          | 0                              | 0                                  | 0                                   | 0        |
|       | Golf                | 0                              | 0                                  | 0                                   | 0        |
|       | Escalade            | 0                              | 0                                  | 0                                   | 0        |
|       | Hockey sur gazon    | 0                              | 0                                  | 0                                   | 0        |
|       | Jeu de paume        | 0                              | 0                                  | 0                                   | 0        |
|       | Jeu de raquettes    | 0                              | 0                                  | 0                                   | 0        |
|       | Karaté              | 0                              | 0                                  | 0                                   | 0        |
|       | Motonautisme        | 0                              | 0                                  | 0                                   | 0        |
|       | Pelote basque       | 0                              | 0                                  | 0                                   | 0        |
|       | Polo                | 0                              | 0                                  | 0                                   | 0        |
|       | Pentathlon moderne  | 0                              | 0                                  | 0                                   | 0        |
|       | Roque               | 0                              | 0                                  | 0                                   | 0        |
|       | Rugby à XV ou à VII | 0                              | 0                                  | 0                                   | 0        |
|       | Skateboard          | 0                              | 0                                  | 0                                   | 0        |
|       | Softball            | 0                              | 0                                  | 0                                   | 0        |
|       | Surf                | 0                              | 0                                  | 0                                   | 0        |
|       | Taekwondo           | 0                              | 0                                  | 0                                   | 0        |
|       | Tennis de table     | 0                              | 0                                  | 0                                   | 0        |
|       | Tir à la corde      | 0                              | 0                                  | 0                                   | 0        |
|       | Tir à l'arc         | 0                              | 0                                  | 0                                   | 0        |
| Total | Total               | 54                             | 81                                 | 78                                  | 213      |

| Rang  | Sport                     | Médaille d'or, Jeux olympiques | Médaille d'argent, Jeux olympiques | Médaille de bronze, Jeux olympiques | Ensemble |
| ----- | ------------------------- | ------------------------------ | ---------------------------------- | ----------------------------------- | -------- |
| 1     | Ski alpin                 | 27                             | 23                                 | 25                                  | 75       |
| 2     | Bobsleigh                 | 10                             | 10                                 | 11                                  | 31       |
| 3     | Snowboard                 | 8                              | 2                                  | 4                                   | 14       |
| 4     | Ski acrobatique           | 6                              | 3                                  | 4                                   | 13       |
| 5     | Saut à ski                | 4                              | 1                                  | 0                                   | 5        |
| 6     | Ski de fond               | 4                              | 0                                  | 4                                   | 8        |
| 7     | Curling                   | 1                              | 3                                  | 3                                   | 7        |
| 8     | Combiné nordique          | 1                              | 2                                  | 1                                   | 4        |
| 9     | Ski militaire et biathlon | 1                              | 1                                  | 0                                   | 2        |
| 10    | Skeleton                  | 1                              | 0                                  | 2                                   | 3        |
| 11    | Patinage artistique       | 0                              | 2                                  | 1                                   | 3        |
| 12    | Hockey sur glace          | 0                              | 0                                  | 3                                   | 3        |
| 13    | Luge                      | 0                              | 0                                  | 0                                   | 0        |
|       | Patinage de vitesse       | 0                              | 0                                  | 0                                   | 0        |
|       | Short track               | 0                              | 0                                  | 0                                   | 0        |
| Total | Total                     | 63                             | 47                                 | 58                                  | 168      |

## Sportifs les plus médaillés
Le record du nombre de médailles est codétenu par les gymnastes Georges Miez et Eugen Mack qui ont remporté huit médailles.
| Nom                     | Sport       | Jeux                     | Médaille d'or, Jeux olympiques | Médaille d'argent, Jeux olympiques | Médaille de bronze, Jeux olympiques | Total |
| ----------------------- | ----------- | ------------------------ | ------------------------------ | ---------------------------------- | ----------------------------------- | ----- |
| Georges Miez            | Gymnastique | 1924-1928-1932-1936      | 4                              | 3                                  | 1                                   | 8     |
| Eugen Mack              | Gymnastique | 1928-1936                | 2                              | 4                                  | 2                                   | 8     |
| Josef Stalder           | Gymnastique | 1948-1952                | 1                              | 3                                  | 3                                   | 7     |
| Henri Chammartin        | Équitation  | 1952-1956-1964-1968      | 1                              | 3                                  | 3                                   | 7     |
| Vreni Schneider         | Ski alpin   | 1988-1994                | 3                              | 1                                  | 1                                   | 5     |
| Michael Reusch          | Gymnastique | 1936-1948                | 1                              | 4                                  | 0                                   | 5     |
| Christine Stückelberger | Équitation  | 1976-1984-1988           | 1                              | 3                                  | 1                                   | 5     |
| Wendy Holdener          | Ski alpin   | 2018-2022                | 1                              | 2                                  | 2                                   | 5     |
| Fritz Feierabend        | Bobsleigh   | 1936-1948-1952           | 0                              | 3                                  | 2                                   | 5     |
| Gustav Fischer          | Équitation  | 1952-1956-1960-1964-1968 | 0                              | 3                                  | 2                                   | 5     |
| Simon Ammann            | Saut à ski  | 2002-2010                | 4                              | 0                                  | 0                                   | 4     |
| Dario Cologna           | Ski de fond | 2010-2014-2018           | 4                              | 0                                  | 0                                   | 4     |
| Konrad Stäheli          | Tir         | 1900                     | 3                              | 1                                  | 0                                   | 4     |
| Hermann Hänggi          | Gymnastique | 1928                     | 2                              | 1                                  | 1                                   | 4     |
| Gustav Weder            | Bobsleigh   | 1992-1994                | 2                              | 1                                  | 1                                   | 4     |
| Donat Acklin            | Bobsleigh   | 1992-1994                | 2                              | 1                                  | 1                                   | 4     |
| August Güttinger        | Gymnastique | 1924-1928                | 2                              | 0                                  | 2                                   | 4     |
| Erich Schärer           | Bobsleigh   | 1976-1980                | 1                              | 2                                  | 1                                   | 4     |
| Joseph Benz             | Bobsleigh   | 1976-1980                | 1                              | 2                                  | 1                                   | 4     |
| Beat Hefti              | Bobsleigh   | 2002-2006-2014           | 1                              | 0                                  | 3                                   | 4     |

## Jeux olympiques de la jeunesse
| Année | Médaille d'or, Jeux olympiques | Médaille d'argent, Jeux olympiques | Médaille de bronze, Jeux olympiques | Ensemble | Classement |
| ----- | ------------------------------ | ---------------------------------- | ----------------------------------- | -------- | ---------- |
| 2010  | 0                              | 1                                  | 2                                   | 3        | 69e        |
| 2014  | 2                              | 1                                  | 0                                   | 3        | 36e        |
| 2018  | 0                              | 1                                  | 2                                   | 3        | 71e        |
| 2026  |                                |                                    |                                     |          |            |
| Total | 2                              | 3                                  | 4                                   | 9        |            |

| Année | Médaille d'or, Jeux olympiques | Médaille d'argent, Jeux olympiques | Médaille de bronze, Jeux olympiques | Ensemble | Classement |
| ----- | ------------------------------ | ---------------------------------- | ----------------------------------- | -------- | ---------- |
| 2012  | 3                              | 0                                  | 5                                   | 8        | 7e         |
| 2016  | 4                              | 3                                  | 4                                   | 11       | 6e         |
| 2020  | 10                             | 6                                  | 8                                   | 24       | 2e         |
| 2024  | 1                              | 1                                  | 7                                   | 9        | 18e        |
| Total | 18                             | 10                                 | 24                                  | 52       |            |